# Групповое психологическое консультирование
Групповое психологическое консультирование — разновидность психологического консультирования; форма консультативного и терапевтического воздействия, противостоящая индивидуальному психологическому консультированию.

## Консультативные группы и групповой процесс

### Понятие консультативной группы
Консультативные группы, согласно Джеральду Кори, представляют собой группы, сосредоточенные на межличностной коммуникации и интерактивной обратной связи, а также применении различных методов, относящихся к принципу «здесь-и-сейчас».

### Виды консультативных групп
Консультативные группы в значительной степени отличаются от других видов групп, в рамках которых происходит групповая практика и групповой процесс, в частности, они отличаются:
- от психотерапевтических групп по своим целям. Психотерапевтические группы характеризуются исследованием того, как можно изменить поведение, переживания и мысли клиентов, а также использованием меж- и внутриличностной оценок, диагнозов и интерпретаций для установления связи между материалом прошлого и событиями будущего;[2]
- от образовательных или темоцентрированных групп, характеризующихся представлением участникам группы и обсуждением в ней знаний и навыков, полученных специалистом где-либо в ходе обучения;[2]
- от групп, ориентированных на решение задач, которые характеризуются применением принципов групповой динамики, а также практиками/процессами совместного решения групповых проблем, построением команды и программы развития консультирования;[2]
- от групп самопомощи или групп поддержки, в рамках которых объединяются люди со схожими жизненными трудностями или проблемами, создавая систему поддержки, которая защищает их от психологического стресса и стимулирует изменять свою жизнь. Среди групп самопомощи выделяются, в частности (в американском обществе), такие разновидности:
  - группы, ориентированные на тех, кто хочет усыновить ребёнка — Families Adopting Children Everywhere (FACE).
  - группы для людей, до и после прохождения операций на сердце — Mending Hearts.
  - группы для людей, которые волнуются по поводу потери веса или контроля над весом — Taking Off Pounds Sensibly (TOPS).
  - группы для людей, которые потеряли близкого человека в результате самоубийства — Seasons.
  - группы для тех, кто поражён психической болезнью и хочет расширить свои знания о ней — Alliance for the Mentally Ill (AMI).
  - группы для тех, кто оказался отделённым от супруга/супруги или любимого человека или же разведён — New Beginnings.
  - группы для женщин с раком груди — Reach to Recovery.
  - группы анонимных алкоголиков.
  - и др.
- от групп краткосрочной групповой работы.

Согласно Дж. Кори, по критерию возраста можно выделить следующие виды консультативных групп:
- консультативные группы для детей
- консультативные группы для подростков
- консультативные группы для студентов и молодёжи
- консультативные группы для взрослых
- консультативные группы для пожилых людей

### Цели консультативных групп
Согласно Дж. Кори, консультативные группы нацелены на росте и развитии участников группы, и освобождении от всего того, что препятствует этим процессам. Это отличает консультативные группы от групп терапевтических, которые сконцентрированы вокруг восстановления, лечения и реконструкции личности.

### Преимущества группового консультирования
Согласно Дж. Кори, у группового консультирования существуют следующие преимуещства (перед индивидуальными формами консультирования):
- Участники группы могут исследовать свой стиль отношений с другими людьми и приобрести более эффективные социальные навыки (например, учатся заботиться о других или не соглашаться с ними), в частности через эксперименты с альтернативными формами поведения.
- Члены группы могут обсуждать своё восприятие друг друга и получать обратную связь о том, как их воспринимает группа, и отдельные её участники.
- Группа в некоторой мере воссоздаёт привычный для её участников мир — социальный микрокосм, образец социальной реальности, и делает это тем сильнее, чем сильнее участники группы различаются по возрасту, интересам, происхождению, социально-экономическому статусу, типам проблем и др.
- Консультативные группы, как правило, предлагают своим участникам понимание и поддержку, что усиливает готовность членов группы исследовать и разрешать проблемы, с которыми они пришли в группу.

### Групповой процесс
Групповой процесс может рассматриваться как мощный катализатор личностных изменений.

#### Стадии развития консультативной группы
Согласно Дж. Кори, консультативные группы развиваются, и в этом процессе можно выделить следующие стадии:
- формирование группы
- ориентационная фаза
- переходная стадия
- рабочая стадия
- стадия объединения и закрепления полученного опыта, сосредоточенная на применении участниками группы полученного в группе, чем бы оно не являлось к повседневной жизни
- стадия постгрупповых мероприятий и оценки результатов работы группы.

#### Руководство группой и личность консультанта
Джеральд Кори выделяет ряд характеристик, жизненно необходимых эффективному консультанту:
- эффективное управление группой связано с тем образом жизни, которые консультант на деле демонстрирует группе, а не на тех словах, которые он говорит, но которые им не подкреплены.
- психологическое (эмоциональное) присутствие — эмоциональное вовлечение консультанта в работу с участниками группы.
- уверенность в себе, осознание своего влияния на других, и его продуктивное использование.
- смелость в процессе взаимодействия с членами группы (идти на риск, признавать свои ошибки, а не «укрываться за ролью» консультанта, вступать в продуктивное противостояние, и т. п.)
- готовность к конфронтации для обеспечения процесса самоисследования у клиентов.
- искренность и аутентичность.
- чувство собственной идентичности.
- вера в групповой процесс и энтузиазм.
- изобретательность и творчество.

При руководстве группой консультанту необходимо определиться с уровнем, уместностью и полезностью самораскрытия. Согласно Дж. Кори, также как и И. Ялому, процесс самораскрытия консультанта должен быть полезен в первую очередь его клиентам. Как он отмечает, при недостаточном самораскрытии консультанта группе, при котором он работает в рамках определённой роли, и чётко очерченной для себя — например, консультанта, он может «прятаться за фасадом» профессионализма, а также потерять в группе личную идентичность. Возможными причинами недостаточного самораскрытия являются: — страхи показаться непрофессиональным или потерять уважение членов группы; — потребность в сохранении дистанции или стремление утвердить определённый тип отношений, например — только отношений консультант/клиент, доктор/пациент — что может редуцировать общение личностей к формальной коммуникации. При слишком сильном самораскрытии группе, консультанты нередко руководствуются потребностью/желанием быть выслушанными и принятыми, или могут быть втянуты к излишней откровенности членами группы.

#### Навыки и техники ведения группы
При руководстве группой консультант может сталкиваться с т. н. «трудными» членами группы, действия которых следует обычно рассматривать, согласно Дж. Кори, как часть группового процесса, так как это не только вопрос ответственности консультанта, ведущего группу. Чтобы такие участники не истощали группу и не затрудняли продуктивную работу с остальными, нередко оказывается полезным обратить внимание группы на таких, «проблемных» участников, показать им, как они выглядят в глазах других, а также обратить внимание остальных участников группы на их собственные реакции на сопротивляющихся членов группы, а не только сосредотачиваться на работе с ними. При этом, Дж. Кори рекомендует консультанту активно работать с собственной реакцией на сопротивление членов группы, так как при их игнорировании, консультант может оказаться «выключенным» из взаимодействия с группой
Дж. Кори, с опорой на работу Эдвина Дж. Нолана, говорит о следующих навыках эффективного консультанта-руководителя группы:
- активное слушание — подразумевающее полное внимание к говорящему и чувствительность к коммуникации на вербальном и невербальном уровнях.
- перефразирование того что говорит говорящий, в частности для того, чтобы смысл сказанного (включающий в себя, в частности чувства мысли, переживания, понимание «проблемы» и отношение к ним) стал понятен ему самому и другим членам группы, а также для предоставления обратной связи участникам группы и сообщению им, что их понимают, а также как-то относятся к тому, что они сообщают.
- разъяснение — фокусирования внимания на ключевой теме, проблеме и отношении к ней, и всестороннее её осмысление.
- подведение итогов — сведение воедино важнейших моментов и истории группового взаимодействия, для перехода от одной темы к другой. Особенно важно в конце сессии.
- вопрос.
- интерпретация — выраженное в форме гипотезы предложение возможных объяснений участникам группы чего-либо, в частности их мыслей, чувств, поведения их отношения к ним. Может помогать увидеть новые перспективы и альтернативы. Важно предлагать интерпретацию тогда, когда участник группы готов подумать над ней. Консультанту следует быть готовым, что интерпретация может быть отвержена.
- конфронтация — средство для изменения участников группы. При умелом проведении сфокусирована на несоответствиях, в частности на несоответствиях между вербальными и невербальными сообщениями, которые наблюдаются в группе.
- отражение чувств — ответ на существенные моменты того, о чём сообщает клиент.
- поддержка — обеспечение членов группы помощью и подкреплением, когда они раскрывают свою личность, исследуют болезненные чувства или идут на риск; осуществляется с помощью «психологического присутствия».
- эмпатия, как чувствительность к «внутреннему миру» участников группы.
- фасилитация — практика расширения группового опыта и помощи членам группы в обогащении своих целей.
- инициативность — практика предотвращения нахождения и движения группы вне конкретного направления; сосредоточение внимания членов группы на значимой работе.
- постановка целей — практика помощи участникам группы отобрать, уточнить и согласовать собственные цели.
- оценивание, также — рефлексия — практика, сопровождающая группу на всех этапах группового процесса, направленная на себя, своё и/или групповое движение/продвижение в ходе группового психологического консультирования.
- обратная связь — сообщение наблюдений и отношения к различного рода проявлениям и действиям членов группы.
- совет, предложение — форма взаимодействия, помогающая участникам группы развивать альтернативные способы мышления и действия.
- защита — умение консультанта предохранять участников группы от излишнего психического или физического риска, связанного с различными аспектами пребывания в группе, не перерастающая в родительскую позицию.
- самораскрытие — навык и знания консультанта о том, когда, что, как и в какой мере следует открыть о себе, и какой эффект это принесёт группе и её участникам.
- моделирование — практика обучения межличностной коммуникации в ходе которой, участники группы наблюдая за действиями и проявлениями консультанта, учатся вести себя таким же образом.
- связывание групповой работы — организация взаимодействия между членами группы, в ходе связывания работы, осуществляемой участниками группы, с темами, рождающимися и выделенными в ходе её работы.
- блокирование — вмешательство консультанта, в целях прекращения непродуктивного поведения в группе, осуществляемое без нападения на личности, осуществляемое, в частности, если один участник группы вторгается в личный мир другого, задавая и настаивая на ответе на очень личный вопрос, и т. п. Дж. Кори предлагает блокировать такие поведенческие паттерны, как:
  - «козёл отпущения» — члены группы «ополчились» на конкретного человека и выражают свои чувства неприемлемым способом.
  - групповое давление — давление одних участников группы на других, для достижения определённых действий с их стороны или осуществления изменений. Блокирование в данном случае возможно через предоставление обратной связи.
  - вопрос — участникам группы, задающим слишком много вопросов или допрашивающих других можно предложить сформулировать вместо вопросов прямые утверждения.
- завершение — знание и умение консультанта о том, когда и как завершить работу с участником группы или группой в целом.